# Häuslingen
Häuslingen ist eine Gemeinde im Landkreis Heidekreis in Niedersachsen.

## Geografie
Häuslingen liegt zwischen Rethem (Aller) und Verden (Aller). Die Gemeinde gehört der Samtgemeinde Rethem/Aller an, die ihren Verwaltungssitz in der Stadt Rethem (Aller) hat.
Die beiden Ortsteile der Gemeinde sind Groß Häuslingen und Klein Häuslingen.

## Geschichte
Erste urkundliche Erwähnung findet Klein Häuslingen im Jahr 1058 als Tuschensee mit Bezug auf die Burg Zwischensee. Groß Häuslingen wird  im Jahr 1220 als „Huchelem“ erstmals urkundlich genannt. Weitere Bezeichnungen des Ortes sind um 1227 Huochelem, 1229 Huochselem, 1237 Huocselem, 1255 in maiori hucselem, 1295 Wickerim de Hucselem, um 1329 Lutten, Groten Huslem, 15. Jh. Hulsinge, Hulsingen, um 1800 von Grossen und Kleinen Häuslingen.
Die erste Besiedlung wurde im Bereich des Hunnenberges nachgewiesen. Bei dem Hunnenberg handelt es sich um eine Binnenlanddüne. Nach Heinrich Imhagen, dem ehemaligen Lehrer und Ortschronisten, bedeutet dieser Name „Pfahlhausheim“ oder auch „Hügelhausheim“. Dieses mag darin begründet liegen, dass der Ort im Urstromtal der Aller hochwassersicher auf einer kleinen Anhöhe liegt. Häuslingen bedeutet „hervorragender Hügel, Berg, Haufen“ mit dem Zusatz „-sel-“ für „Siedlung“ (so auch in Ortsnamen wie Brüssel, Bruchsal, Uppsala u. a.).
Nachdem 1905 Probebohrungen nach Kali 200 m unter der Erdoberfläche fündig wurden, begann die Firma Aller-Nordstern 1911 mit der Anlage eines Schachtes in Gross Häuslingen und die Firma Aller-Hammonia mit der Anlage eines Schachtes in Klein Häuslingen. 1912 begann man mit der Förderung. Zum Transport des Kalis führte man im Jahr 1910 die Trasse der Kleinbahn Verden – Walsrode durch die beiden Orte. In der Folgezeit kam es zu einer stürmischen wirtschaftlichen Entwicklung der Region, die erst 1924/25 mit der Schließung aller Kalischächte im Allertal endete.
Nach Schließung der Stollen wurde in den 1970er Jahren kurzzeitig erwogen, Atommüll zwischenzulagern. An den Kalibergbau erinnern heute mehrere für die Kalizeit typische Gebäude, eine weiße Kaliabraumhalde, ein gastronomischer Betrieb mit dem Namen „Glück auf“ sowie die ehemalige Bahntrasse, die heute Teil eines Rundwanderweges ist.
Am 1. März 1974 wurde die Gemeinde Häuslingen durch den Zusammenschluss der bisherigen Gemeinden Groß Häuslingen und Klein Häuslingen gebildet. Die Gemeinde ist seitdem eine der vier Mitgliedsgemeinden der Samtgemeinde Rethem (Aller).

## Politik

### Gemeinderat
Bürgermeister: Cort-Brün Voige. Gleichberechtigte stellvertretende Bürgermeister sind Torsten Gudehus und Marcel Dreger. Weitere Abgeordnete: Jörn Dettmer, Ulrich von Behr, Mirko Kunze, Marcel Rischmann, Florian Blank und Dominic Dreger.
Alle Genannten sind Mitglied der Bürgerliste Häuslingen (BLH)
(Stand 2021)

### Bürgermeister
Der ehrenamtliche Bürgermeister ist seit 2021 Cort-Brün Voige. Seit der Kommunalwahl 2021 werden die Verwaltungsgeschäfte nicht mehr vom Bürgermeister wahrgenommen, sondern von einem Gemeindedirektor. Gemeindedirektor ist seit 2021 Kevin Grochotzky, Mitarbeiter der Samtgemeindeverwaltung Rethem.
Bürgermeister der Gemeinde Häuslingen:
- Oskar Kuhr (1914–1977): März bis Juni 1974
- Alfred Dreyer (1912–1996): 1974–1986
- Armin Kuhr (1952–2000): 1986–2000
- Cort-Brün Voige (* 1962): 2001–2006[5]
- Kathrin Wrobel (* 1973): 2006–2021
- Cort-Brün Voige (* 1962): seit 2021

Gemeindedirektoren der Gemeinde Häuslingen:
- Kevin Grochotzky (* 1993): seit 2021

### Wappen
Blasonierung: „Gespalten von Rot und Gold mit einer strahlenden Sonne unter einem Sparren in gewechselten Farben.“
Der Name der Gemeinde leitet sich von „Haus“ ab, was durch das stilisierte Dach (heraldisch „Sparren“) versinnbildlicht wird. Das Wappen und damit auch der Sparren ist aus zwei Hälften zusammengesetzt, da die jetzige Gemeinde Häuslingen aus den zwei früher selbständigen Gemeinden Groß Häuslingen und Klein Häuslingen gebildet wurde, die auch heute noch als zwei separate Ortsteile erkennbar sind. Die Sonne ist ein uraltes Symbol für Leben, Lebenskraft und Glück. Zudem kann die Sonne auch als Sinnbild dafür gesehen werden, dass sich Häuslingen seit vielen Jahren und als eine der ersten Gemeinden für die Erzeugung erneuerbarer Energien eingesetzt hat. Das damals aufgelegte Solar-Förderprogramm war zu seiner Zeit und auch länger danach einzigartig. So wird mit der Sonne eine Symbolik gespannt, die von frühester Menschheitsgeschichte bis in die Zukunft reicht. Die Farben Rot und Gold stehen für die jahrhundertelange Zugehörigkeit Häuslingens zu den welfischen Landen, deren Stammwappenfarben Rot und Gold waren.
Auf der Sitzung am 14. Juli 2011 hat sich der Gemeinderat von Häuslingen entschieden, ein Wappen zu führen. Im Vorfeld wurde der bekannte Publizist und Heraldiker Arnold Rabbow aus Berlin beauftragt, ein Wappen für die Gemeinde zu erarbeiten. Aus einigen Vorschlägen haben sich Häuslinger Einwohner auf einer offiziellen Präsentationsveranstaltung für das angenommene Wappen ausgesprochen.

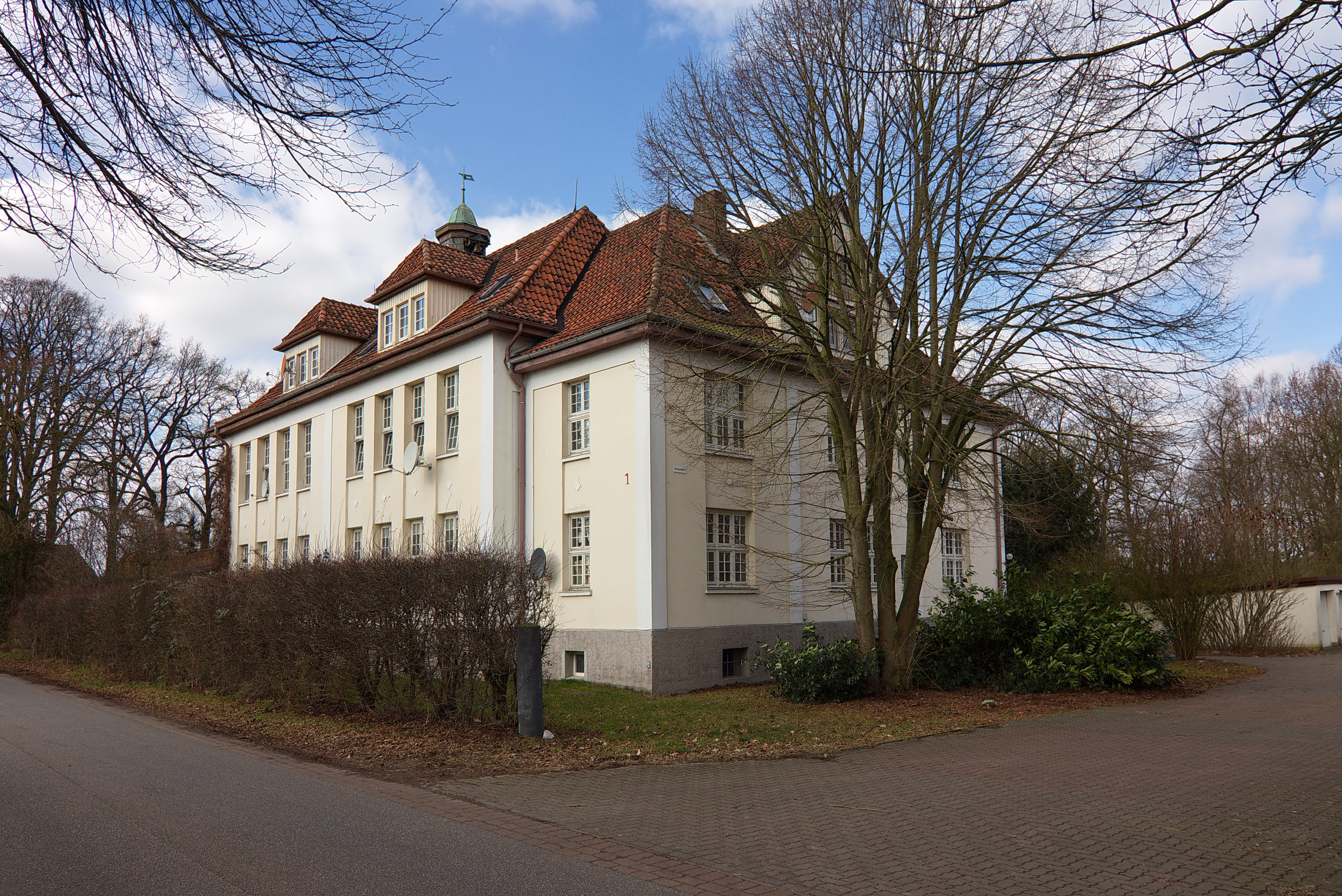
Alte Schule in der Dorfstraße 1

## Kultur und Sehenswürdigkeiten
- Die Kaliabraumhalde Groß Häuslingen erinnert noch heute an die Zeit des Kaliabbaus in dieser Region.
- Direktorenvillen am Anfang des Ortes.
- Das Ehrenmal für die Gefallenen der beiden Weltkriege steht in der Mitte des Ortes.
- In beiden Orten findet sich eine Vielzahl denkmalgeschützter Gebäude, sowohl alte Fachwerkbauten als auch Gebäude aus der Zeit des Kalibaus.
- Rund um den ehemaligen Bahnhof befinden sich typische Bauten der Kalizeit mit weißen, geputzten Häuserwänden sowie mit roten Pfannen gedeckten Mansardendächern.
- Die alte Schule in Groß Häuslingen wurde in der Kalizeit errichtet.
- Ein Schafstall in Klein Häuslingen aus dem Jahre 1706 enthält im Fachwerkgiebel als Ziegelmuster einen Donnerbesen, der nach altem Aberglauben vor Blitz und Donner schützen soll.
- Das Herrenhaus des Guts Klein Häuslingen zeigt einen für die Region untypischen Zwiebelturm.[6]
- Der Kaliradweg führt auf seinem Weg durch Häuslingen und zeigt auf verschiedenen Tafeln Infos zur Kalizeit in Häuslingen.
- Der Allerradweg führt ebenfalls durch Häuslingen und bietet einen Panorama-Blick auf die Aller und die Allermarsch bei Häuslingen.

### Bau- und Bodendenkmale
- Liste der Baudenkmale in Häuslingen
- Liste der Bodendenkmale in Häuslingen

## Wirtschaft und Infrastruktur
Die Autobahn A 27 liegt östlich der Gemeinde. Die nächste Anschlussstelle ist ca. 13 km entfernt bei Walsrode. Die Bundesautobahn 7 verläuft auch östlich der Gemeinde. Die nächste Anschlussstelle (Westenholz) liegt etwa 24 km entfernt in der Nähe von Hodenhagen. Südlich verläuft in unmittelbarer Nähe die Bundesstraße B 209, Walsrode–Nienburg/Weser.